# Max câinele erou

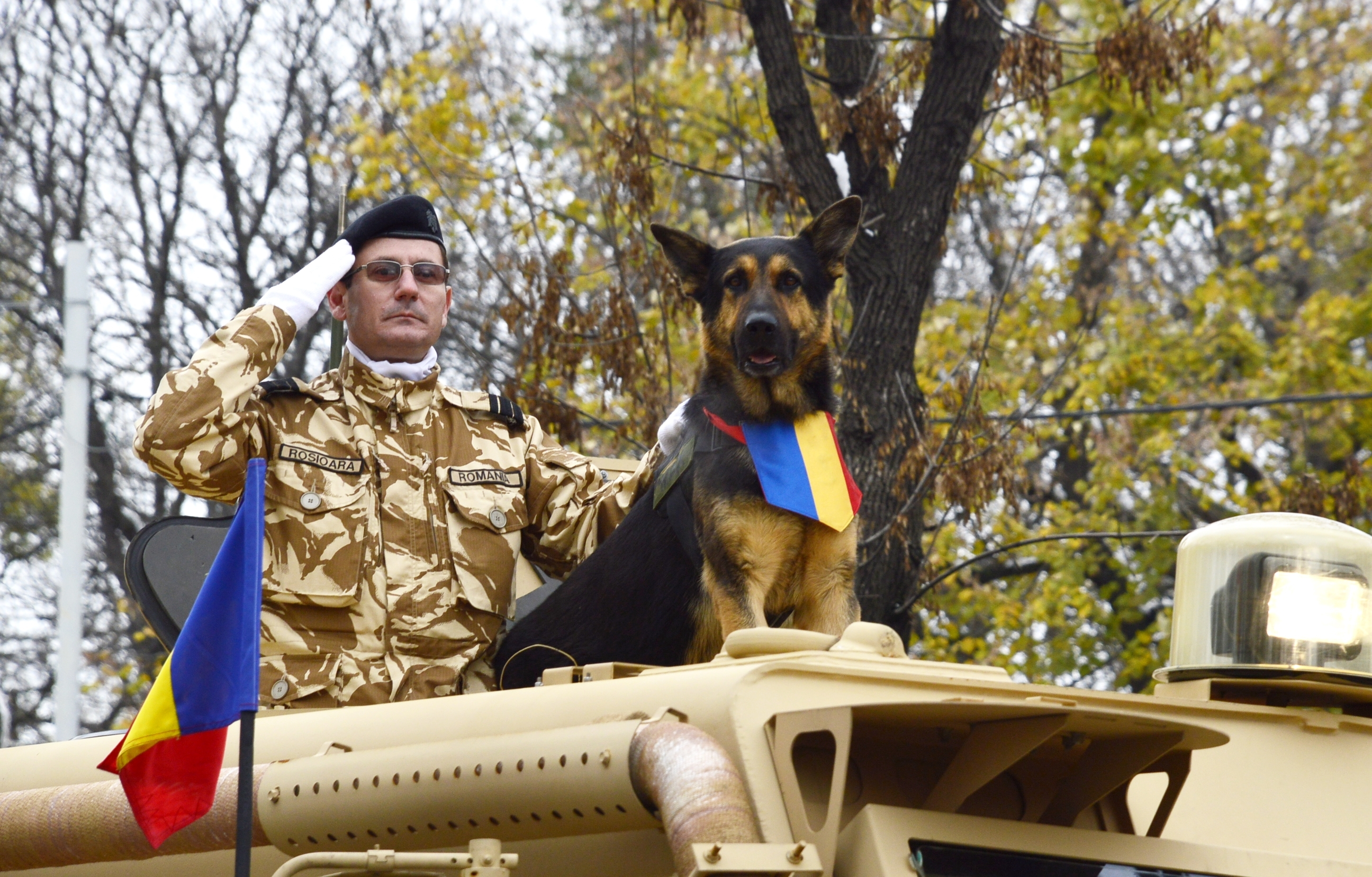
Max câinele erou, la parada militară de Ziua Națională

Max, câinele erou, era un ciobănesc german, născut la 4 iunie 2009 și decedat la 9 septembrie 2015, București.
Câinele de luptă al Armatei Române (Forțele Terestre) era una dintre principalele vedete ale defilărilor pe sub Arcul de Triumf în 2012 si 2013, alături de Detașamentul de Cavalerie al Jandarmeriei Române și cel de tehnică militară aviatică.
Genistul Valentin Roșioară, instructorul lui Max, a explicat că ciobănescul german „a fost dresat să descopere substanțele explozive și grație calităților sale, multe mine și bombe artizanale n-au mai secerat vieți. A executat misiuni de control, de patrulare, de căutare, de scotocire în prima lui misiune în Afganistan. Este primul câine al Armatei Române, care a pășit pe teren afgan și pentru că nu s-a găsit un înlocuitor, câinii cu astfel de calități fiind foarte rari, în loc de șase luni, a rămas un an în teatrul de operații. La început i-a fost greu până s-a acomodat cu clima, cu căldura, cu nisipul, cu pietrele foarte ascuțite din deșertul afgan”. Tot Valentin Roșioară spunea despre Max: „când descoperea explozibil, se așeza fără să scoată un sunet și nu se mai mișca”. Cele două misiuni în Afganistan au fost în cadrul Batalionului 2 Infanterie „Călugăreni” și a Batalionului 300 Infanterie „Sfântul Andrei”.
Întors în țară, Max a fost depistat ca fiind infestat cu dirofilarii (viermi la inimă). Fiindcă nu exista o lege pentru cazul său, Max a fost „casat”. 
O doamnă cu suflet mare, Sorina Hanea, militant vechi și cu rezultate notabile in protecția animalelor, l-a cerut Armatei și crezând ferm în vindecarea lui s-a luptat să-i salveze viața. Luat în grijă de medicul Liviu Gaiță, Max a beneficiat de tratament și multă afecțiune. Dirofilaria cauzată de înțepătura unui țânțar îi sufoca inima și îi otrăvea organismul, îl rodea încet dar sigur, de asemenea și ascita (acumulare de lichid în abdomen). Max pierde lupta pentru propria viață în septembrie 2015.

## Legea lui Max
Presa a prezentat, după parada Armatei organizată cu ocazia Zilei Naționale, situația dificilă a lui Max, câinele-veteran al Armatei Române.
Mircea Dușa a dispus, la 8 decembrie 2014, constituirea unui colectiv de lucru care să elaboreze un set de acte normative, privind utilizarea în MApN a animalelor de serviciu, în urma reacțiilor din mass-media apărute despre situația lui Max. Instrucțiunile din domeniu au fost modificate prin reformularea unei secțiuni, instituindu-se astfel reguli specifice privind gestionarea animalelor (caii și câinii de serviciu). Conform noilor prevederi, animalele de serviciu care își păstrează capacitatea de muncă și au o stare de sănătate bună se mențin în aceeași categorie de serviciu în care sunt încadrate, chiar dacă depășesc limita de vârstă prevăzută de instrucțiuni. „În situația în care animalele își pierd aptitudinile unei categorii de serviciu sau nu mai îndeplinesc anumite standarde cerute pentru categoria în care sunt încadrate, acestea vor fi reîncadrate în alte categorii de serviciu (corespunzătoare aptitudinilor curente – pază, însoțire etc.) și vor fi menținute în activitate pe perioada vieții, beneficiind de drepturile aferente”, Noua lege permite și adopția animalului utilitar de către instructorul său.
Max este primul câine din România înmormântat cu onoruri militare. Locul său de odihnă este în cimitirul „Raiul animalelor”, lotul „câinilor eroi”.